# Народна Републіка Македонія
Народна Республіка Македонія - назва македонської держави з 8 березня 1946 по 1963 рік. Попередня назва країни була Демократична Федеративна Македонія, а Президія Національних зборів змінила назву через конституційні зміни. Після 1963 року назву країни знову змінили на Соціалістичну Республіку Македонія, знову ж таки через конституційні зміни.

## Важливі події
- Установчі збори Народної Республіки Македонія прийняли першу Конституцію Народної Республіки Македонія.
- Створено Асоціацію письменників Македонії.
- Заснована Македонська опера
- Інформбюро прийняло резолюцію, що засуджує комуністичну Югославію.
- Засновано Македонський балет.
- Створено Інститут національної історії.
- Відбувся І з'їзд Комуністичної партії Македонії.
- Засновано університет Кирила і Мефодія.
- Створено Македонську футбольну асоціацію.
- Заснована Асоціація образотворчих художників Македонії.
- Національна асамблея Федеративної Народної Республіки Югославії приймає Закон про самоврядування підприємств та господарських організацій.
- В Охриді відбулись Другий Македонський церковно-народний собор, на якому було прийнято пропозицію про оновлення Охридської архієпископії, втіленої в незалежній Македонській православній церкві.
- У 1963 році в Скоп'є стався катастрофічний землетрус.

## Територіально-адміністративний поділ
- У 1952 р. Законом про поділ Народної Республіки Македонія на райони, міські муніципалітети та муніципалітети райони та муніципалітети були вперше введені як місцеві територіальні одиниці. Того ж року Народна Республіка Македонія була поділена на 18 районів, 27 міських муніципалітетів та 205 муніципалітетів.
- У 1955 році, згідно із Законом про райони та муніципалітети, в Народній Республіці Македонія було 7 районів та 73 муніципалітети.
  - Скоп'єнський район складався з 9 муніципальних утворень: Бутел, Горче-Петров, Драцево, Петровець, Ракотинці, Ідадія, Кале, Кисела Вода і Саат-Кула.
  - Бітолський район складався з 13 муніципальних утворень: Бітола, Бистриця, Демир-Хисар, Дігово, Долнени, Кривогаштани, Крушево, Кукуречани, Моріово, Новаці, Плетвар, Прилеп і Тополчани.
  - Комановський район складався з 9 муніципальних утворень: Клечевце, Кратово, Крива Паланка, Куманово, Липково, Орашац, Ранковце, Старо-Нагоричане і Табановце.
  - Охридський район складався з 9 муніципалітетів: Белчишта, Брод, Дебар, Кичево, Косель, Осломей, Охрид, Ресен, Струга.
  - Тетовський район складався з 7 муніципалітетів: Врапчиште, Гостивар, Жеровяни, Маврово, Саракіно, Тетово і Теарце.
  - Титовелешкатський район складався з 11 муніципальних утворень: Богданці, Богомила, Валандово, Гевгелія, Градсько, Кавардарці, Конопіште, Неготино, Отовиця, Велес і Чашка.
  - Штипський район складався з 15 муніципальних утворень: Берово, Босилово, Василево, Виница, Делчево, Кочані, Ново-Село, Облешево, Пехчево, Пробиштип, Радовиш, Светий Николе, Струмиця, Цумалія і Штип.
- Протягом 1962 року кількість муніципалітетів було зменшено до 61.
- У 1966 р. райони були ліквідовані.